# محافظة أمبون (إندونيسيا)
أمبون كانت محافظة شركة الهند الشرقية الهولندية، تكونت من جزيرة أمبون وعشرة جزر مجاورة. استولى ستيفن فان دير هاغن على Fort Victoria في 22 فبراير 1605 من البرلتغاليين باسم شركة الهند الشرقية الهولندية. حتى 1619، وأصبحت أمبون عاصمة الممتلكات الهولندية في شرق آسيا. في هذا العام Batavia تأسست كي تحصل على الحق في السلع الرئيسية لشركة الهند الشرقية الهولندية في آسيا.